# 十・十空襲
十・十空襲（じゅう・じゅうくうしゅう）または沖縄大空襲（おきなわだいくうしゅう）は、第二次世界大戦（太平洋戦争）後期の1944年（昭和19年）10月10日に南西諸島の広い範囲でアメリカ海軍機動部隊が行った大規模な空襲。所在の日本軍艦船などに甚大な損害を与えるとともに、那覇市の市街地の大半が焼失するなど民間人にも大きな被害が出た。那覇市の空襲被害を特に那覇空襲と呼ぶこともある。日本軍の防衛態勢は不十分で、アメリカ艦隊に対する有効な反撃も行えなかった。日本への空襲で初めて焼夷弾が使われ、病院や学校など、民間施設も爆撃を受けた無差別攻撃だった。

## 背景
1944年（昭和19年）10月、マリアナ諸島の攻略を終えたアメリカ軍は、次の作戦としてフィリピンへの進攻を準備していた。これに先立って、フィリピン守備の支援拠点となりうる南西諸島から台湾方面に散在する日本軍基地を、機動部隊による空襲で破壊することにした。その一環として沖縄諸島も攻撃目標に選ばれた。ウィリアム・ハルゼー大将率いる第3艦隊の高速空母部隊である第38任務部隊（指揮官：マーク・ミッチャー中将）が担当部隊となった。
当時の沖縄は、マリアナ諸島の陥落以後にアメリカ軍の侵攻が警戒されるようになり、防衛態勢の構築が急がれている最中であった。陸軍の第32軍（司令官：牛島満中将）の下に4個師団・5個旅団の地上部隊が揃えられる一方、日本本土や台湾への民間人の疎開が推進されていた。海軍は沖縄方面根拠地隊（司令官：新葉亭造少将）を置いていた。防空体制は各地に陸海軍のレーダーサイトが設置されて、沖縄本島に高射砲70門・高射機関砲50門余などが布陣していたが、防空戦闘機は陸軍第8飛行師団隷下の独立飛行第23中隊（三式戦闘機など12機）が本島の北飛行場にいるのみであった。そのほかの航空戦力は、海軍の銀河爆撃機9機や偵察機、移動途中の滞在機などだった。港内には軍需物資や疎開民を運ぶための艦船が多数碇泊していた。
10月10日以前、沖縄を含む南西諸島は本格的な空襲を受けたことが無かった。同年6月の八幡空襲を皮切りにアメリカ軍の大型機による日本本土空襲が始まっていたが、沖縄方面では9月27日と10月3日に沖大東島へ大型機各1機が飛来して機銃掃射をした程度にとどまっていた。そのため、民間人の危機感は薄く、「対馬丸」のような遭難を恐れたことなどもあって疎開への応募が伸び悩んでいた。

## 戦闘経過

### アメリカ艦隊の接近
1944年10月6日、第38任務部隊司令官のミッチャー中将座乗する空母「レキシントン」は、第2群である第38.2任務群（指揮官：グランド・ボーガン少将）とともに沖縄・台湾方面の空襲任務のためウルシー環礁を出撃した。先発のハルゼー大将の旗艦「ニュージャージー」と第38.3任務群（指揮官：フレデリック・C・シャーマン少将）やアドミラルティ諸島から来航した第38.1任務群（指揮官：ジョン・S・マケイン・シニア中将）、ペリリュー島の戦いを支援していた第38.4任務群（指揮官：ラルフ・E・デヴィソン少将）と洋上で合流し、正規空母9隻・軽空母8隻を基幹とする大部隊となった。艦隊は8日に洋上給油をした後に、沖縄へと向かった。このほか、脱出パイロットの救助に備えて、潜水艦が沖縄近海に待機した。
アメリカ艦隊は、陽動のために第30.2任務群（指揮官：アラン・E・スミス少将）の重巡洋艦「チェスター」「ペンサコラ」「ソルトレイクシティ」と駆逐艦6隻を分遣して、9日に南鳥島へ艦砲射撃を加えた。また、第38任務部隊の前路哨戒のためにサイパン島から出撃したPB4Y爆撃機が、沖縄沖で特設駆潜艇「三峡丸」を撃破している。
日本海軍は、通信解析やパラオ基地の監視情報からアメリカ艦隊の集結と出動を察知したが、その目的地を確定することはできなかった。沖縄には台風が接近中で、7日には大東島で秒速42mの暴風が観測される悪天候となっており、哨戒機の活動は制限された。かろうじて飛び立った二式飛行艇も、テニアン島から発進したB-24爆撃機により報告の間もなく撃墜されて行方不明となってしまった。連合艦隊司令部では、ルソン島方面の護送船団が襲われる可能性が高いと判断しており、豊田副武連合艦隊司令長官はフィリピンの視察へ出掛けてしまった。それでも、南西諸島を管轄する佐世保鎮守府は、10日明け方の空襲を予想して被害極限に留意するよう9日夜に発令した。
日本海軍から「台湾東方に敵機動部隊」との連絡を受けた陸軍の第32軍司令部も、8日には防空態勢である丙号戦備を命じたが、翌9日には続報が無く海軍情報は疑わしいと隷下部隊に通報してしまった。10日から予定の図上演習もそのままとされ、参加指揮官が各地から那覇へ集められた。陸軍船舶兵の小型輸送船には急速揚陸と退避を命じたものの、強風のため那覇港に戻るよう命令が変更された。第8飛行師団では、9日12時に警戒態勢を2号警戒配備に引き上げている。

### 10日の空襲
9日夜、アメリカ艦隊は、発見されることなく沖縄近海に接近した。10日午前6時前、アメリカ艦隊は沖縄本島に向けて最初の攻撃隊を出動させた。午前6時45分、第1次攻撃隊は日本軍の北飛行場に到達し、攻撃を開始した。小禄飛行場なども次々と攻撃を受けた。アメリカ艦隊は、その後も第4次攻撃隊までを午前中に発進させ、午後にも第5次攻撃隊を繰り出した。宮古島など他の島への攻撃を合わせると、10日の出撃機数は延べ1396機に達した。
日本軍は、午前6時20分に海軍の警戒レーダーで第1次攻撃隊の接近を探知していたが、当時の日本のレーダーは精度が低く、報告は信頼されなかった。また、民間人や警察官による防空監視隊の報告も無視された。
まず、アメリカ軍機は制空権奪取のため飛行場を攻撃目標とした。日本の航空部隊は、空中退避が間に合わないまま、多くが地上撃破された。独立飛行第23中隊は離陸に成功したものの、第2次攻撃隊と交戦して6機が撃墜され、3機が不時着大破など計10機を失った。

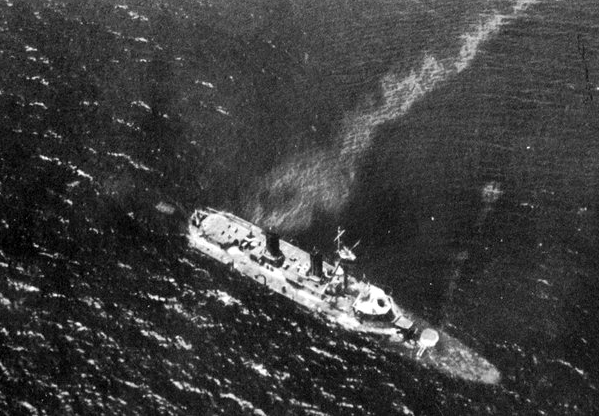
沈没寸前の潜水母艦「迅鯨」。同艦は9月に潜水艦の攻撃で損傷し、航行不能状態であったところを撃沈された。

第2次以降は、那覇港や運天港などに停泊中の艦船も攻撃目標となり、疎開輸送に活躍していた潜水母艦「迅鯨」や満州国海上警察隊の「海威」（元駆逐艦）など比較的大型の艦艇から、魚雷艇・カロ艇・甲標的のような小型戦闘艇まで次々と撃沈された。徴用された汽船はもちろん、作業用の門橋や、沿岸を航行中の漁船までも機銃掃射などにより徹底的に攻撃された。輸送船の被害は比較的大型の汽船が那覇港で5隻と瀬底島錨地で2隻だったほか、小型船が膨大な数に上った。
第2次空襲の際に港湾地区の民家で火災が発生し、軍や警防団、学徒などの消火活動にもかかわらず延焼した。第4次と第5次の空襲は主に市街地を狙って行われ、市内各所に火災が発生した。第4次空襲の段階で民間消火活動では手の施しようがなくなり、住民は全面退避を開始した。県は軍に破壊消火を依頼したが、それでも延焼を阻止できず、火災は那覇の市街地全域に拡大した。一方、嘉手納町では民間施設は直接の攻撃目標にはならず、軍施設周辺で巻き添え被害があっただけであった。
本島以外の沖縄諸島各地にも攻撃は向けられた。慶良間諸島には8回にわたり延べ60機（日本側記録）が飛来し、主に漁船を狙った機銃掃射を行った。宮古島では午前と午後に1回ずつ各16機（日本側記録）による空襲があり、九九式襲撃機3機など陸軍機9機破壊、陸軍徴用輸送船「廣田丸」（栃木汽船：2211総トン）撃沈、民家13軒半焼などの被害が出た。石垣島には8機が早朝に飛来した。久米島西方で沈んだ陸軍徴用輸送船「江龍丸」（名村汽船：2,170総トン）は、第32軍の記録によると空襲および潜水艦の攻撃で沈没となっているが、アメリカ側の公式記録では空母機の戦果となっている。大東島地区には午後になって延べ8機（日本側記録）が飛来し、飛行場や海軍船を銃爆撃した。大東島へ航行中の海軍徴用小型船2隻が沈んだほか、沖大東島付近で特設駆潜艇「第一拓南丸」（日本海洋漁業統制：343総トン）が炎上擱座している。
攻撃は沖縄諸島にとどまらず、鹿児島県の奄美群島にも及んでいる。奄美大島では10日早朝から3回・延べ45機以上が来襲して、付近の船舶や砲台を銃爆撃。徳之島では、午前8時頃に近海の機帆船が銃撃され、午後には飛行場が攻撃を受けて、一式戦闘機3機・四式戦闘機1機・九九式襲撃機5機など陸軍機14機が破壊された。

### 11日以降の戦闘
日本海軍はアメリカ艦隊への反撃を計画し、捷号作戦警戒を指示した。九州や台湾の基地から、翌11日朝までに延べ40機余りの索敵機が発進した。11日正午までに2群のアメリカ艦隊を発見したものの、距離が遠かったために攻撃は断念された。
アメリカ艦隊は、沖縄本島への空襲を10日のみで終え、11日に洋上補給を行った後に台湾方面へ向かった。そして、12日から台湾空襲を開始し、一部は宮古島・石垣島など南西諸島西部を13日にかけて襲った。船舶や兵舎などが攻撃された。宮古島ではアメリカ軍機1機を対空砲火で撃墜し、搭乗員1人を捕虜としている。12日以降の空襲に対しては日本海軍航空隊が大規模な反撃を行い、台湾沖航空戦が発生した。

## 結果
日本側の被害は甚大であった一方、アメリカ軍は21機の航空機を失っただけの勝利を収めた。撃墜されたアメリカ軍機搭乗員のうち6人は、洋上で待機中の潜水艦「スターレット」により救助された。
日本側の軍関係で最も大きな損害を受けたのは在泊中の艦船で、ほとんど全滅状態となった。海軍艦艇の損失は、潜水母艦「迅鯨」・満州国艦「海威」・敷設艇「鷹島」・第158号輸送艦・曳船「立神」・魚雷艇13隻・甲標的4隻の正規艦船22隻が沈没したほか、特設艦艇や徴用武装漁船も多数沈没、第58号駆潜艇が炎上。陸軍船舶兵の装備舟艇も、カロ艇6隻や高速輸送第1大隊の伊号高速艇8隻が全滅、その他大発動艇など18隻沈没。第32軍の記録によれば汽船の沈没は10隻で、船舶運営会の資料では「南陽丸」（岡田商店：2,218総トン）も撃沈されているほか、アメリカ側によると商船「豊栄丸」・「第七高島丸」も古仁屋沖で損傷した。小型船の損失は膨大で、軍徴用の機帆船と漁船が第32軍徴用分だけで60隻（4,477総トン）沈没・大破4隻・小破28隻、他の陸軍部隊徴用の21隻沈没、海軍徴用護衛漁船多数などとなっている。民間小型船の被害も本島だけで77隻沈没（うち漁船26隻）・11隻損傷（うち漁船4隻）である。
艦船以外では、各島の陸海軍機合わせて航空機47機が中破以上の損害を受け、4機が小破した。なお、アメリカ軍は日本機111機を破壊したと判定していた。人的損害も沖縄連隊区司令官の井口駿三大佐をはじめ陸海軍合わせて軍人・軍属218人が戦死し、243人が負傷したほか、陸軍関係の民間作業員約120人が死亡、約70人が負傷している。航空関係の燃料弾薬だけは分散が間に合ったため、ドラム缶入りのガソリン113本が燃えた程度で済んだ。
民間人の被害も各地で生じた。最も被害の大きかったのは那覇市で、11日まで続いた火災により当時の市内市街地のうち9割が焼失し、死者は255名にのぼった。本島全体では330人が死亡し、455人が負傷している。本島で全損となった家屋は11,451戸（うち那覇11,010戸）、半壊62戸であった。宮古島でも民家13軒が半焼している。沖縄県の鉄道は機関車4両・ガソリンカー4両・客車6両などが中破以上の損害を受けた。民間自動車は7割の94両が破壊された。この民間被害によって、住民の県外疎開が促進されることとなった。日本政府は、同年12月、非軍事目標である市街地を攻撃したことが戦争犯罪に該当するとして、中立国のスペイン政府を通じた外交ルートでアメリカ政府に正式抗議した。しかし、アメリカ側は、従来の自国の解釈からすれば戦争犯罪に該当するとしつつ、それを認めると捕虜になったパイロットが訴追される危険があることや、被害実態が日本側主張通りか明らかでないことを考慮し、この抗議を黙殺した。

## 日本側の不運
日本軍は当時、第38任務部隊を10月6日以降見失っていた。日本軍の各航空基地は大規模な哨戒活動をしていたが、アメリカ軍は日本軍の哨戒機を電探（レーダー）で捕捉してことごとく撃墜していた。沖縄南西沖には当時台風が北上していたため、日本軍首脳部は未帰還の哨戒機が多いのは悪天候が原因と安易に判断してしまった。
さらに第32軍は10月10日に第32軍首脳部を集めての大掛かりな図上演習を予定しており、前日の10月9日は各地の司令官たちが那覇の料亭に集められ会議兼、食事会を開いていた。そのため、指揮官不在の各部隊は有効に対処することができなかった。また、この日の図上演習が兵士には単に「演習」としか知らされていなかったため、友軍の高射砲の応戦などを見ても「本格的な演習をしている」と受け止めた兵士が多く、応戦が遅れる原因となった。住民にも演習と誤解する者があった。
電探による攻撃隊の探知も、もともと故障が多く不正確な電探の故障だろうと思われて有効に活用されなかった。防空監視隊の報告もデマ扱いされた。
沖縄空襲を知らせる電文は10日の午前7時に発信されたが、日吉の連合艦隊司令部に到達したのは1時間半も後であった。既述のように連合艦隊司令長官の豊田副武大将はフィリピン方面への出張で台湾に滞在中で、参謀長の草鹿龍之介中将が代わりに指揮を執るはずであったが、豊田大将も台湾から別に矛盾する命令を出し、混乱を招いた。